# Mars Climate Orbiter
La Mars Climate Orbiter (MQO)  va ser una sonda de la NASA llançada des de Cap Canaveral l'11 de desembre del 1998 amb un coet Delta II 7425 i va arribar a Mart el 23 de setembre del 1999, després d'un viatge de 9 mesos i mig. Anteriorment aquesta missió es coneixia amb el nom de  Mars Surveyor '98 Orbiter .

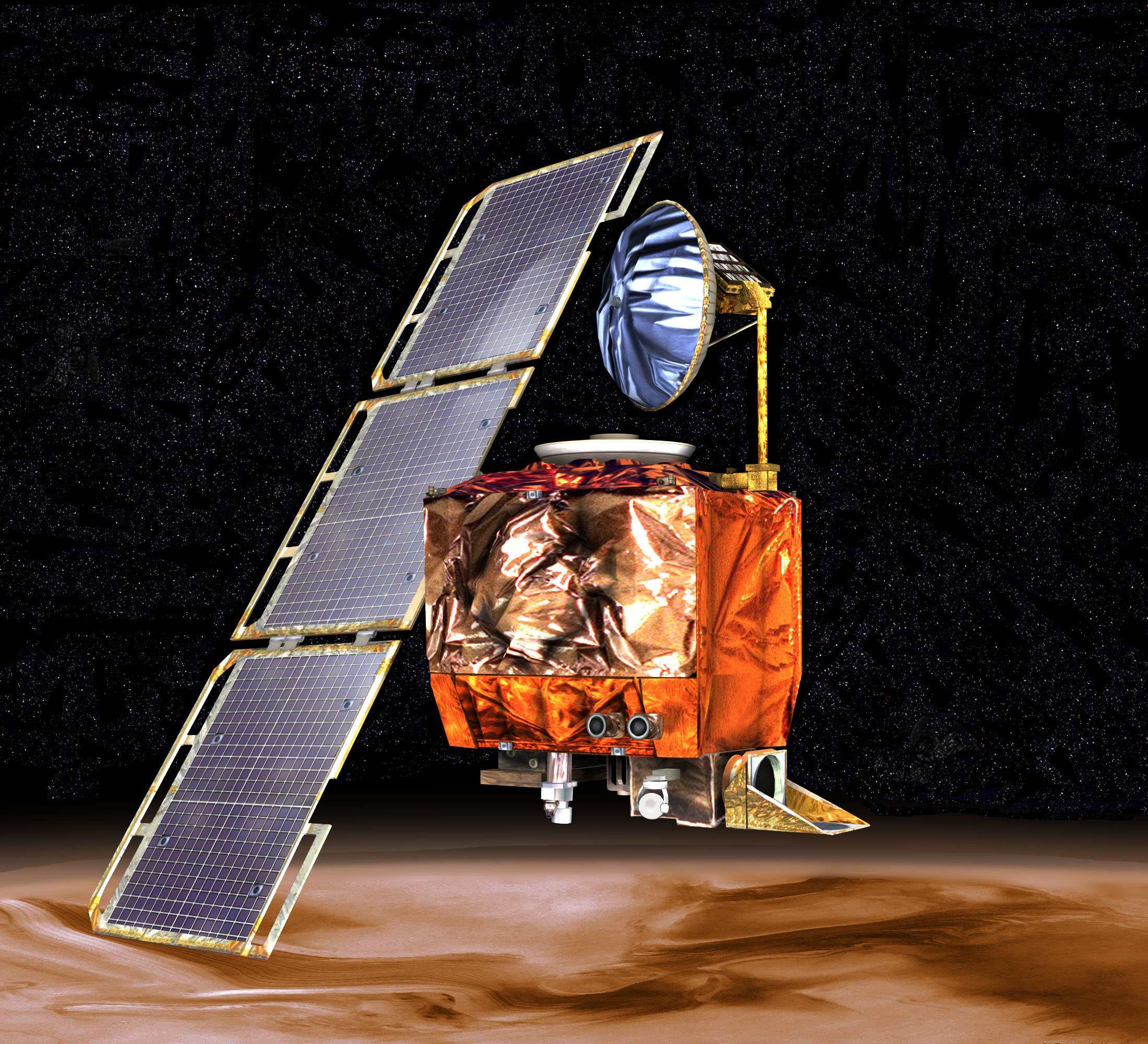
Concepció artística de la Mars Climate Orbiter.

Era la segona nau espacial del programa  Mars Surveyor '98 . L'altra nau era la Mars Polar Lander.

## La missió
Les dues sondes van ser llançades per separat, encara que tenien una única missió: estudiar el clima de Mart. L'objectiu principal era estudiar les variables atmosfèriques, com a complement a les missions Mars Global Surveyor i Mars Exploration Rover, amb propòsits més geològics. Havien estudiar l'aigua i el diòxid de carboni, entendre com s'acumulen, la seva interacció entre l'atmosfera i la superfície, i obtenir proves de com va ser el passat climàtic del planeta i com serà el seu futur.
La missió estava programada per durar un any marcià, equivalent a dos anys terrestres aproximadament. A part de la seva missió científica, la MCO també serviria de relé per a la transmissió de dades cap a la Terra per a la Mars Polar Lander que s'havia de posar en la superfície marciana pocs dies abans d'arribar a Mart, el 3 del 1999 i també per als Mars Exploration Rover.

## La destrucció
La Mars Climate Orbiter es va destruir a causa d'un error de navegació. L'equip de control a la Terra feia ús del Sistema Anglosaxó d'Unitats per calcular els paràmetres d'inserció i va enviar les dades a la nau, que realitzava els càlculs amb el Sistema Internacional. Així, cada vegada que s'encenien els motors es modificava la velocitat de la sonda d'una manera no prevista i després de mesos de vol, l'error s'havia anat acumulant. Durant els últims dies de vol, conforme la gravetat de Mart tenia una creixent influència, es va observar que la sonda s'apartava cada vegada més de la trajectòria prevista i s'apropava més i més al planeta, cosa que hauria estat impossible si s'haguessin tingut en compte bé tots els factors. Finalment, la sonda va passar sobre Mart a només 57 km d'altura, en lloc dels 140-150 previstos. Així és com es va quedar destruïda per la fricció amb l'atmosfera del planeta.
Segons la revista  IEEE Spectrum  l'equivocació té arrels en la mateixa gestió de seguretat, ja que durant mesos, els controladors es van adonar que hi havia alguna cosa anòmala amb la trajectòria de la sonda, que requeria més correccions de les habituals. Els controladors van intentar obrir una investigació sobre això, que va ser rebutjada pels responsables del projecte. Per la seva banda, els gerents es van excusar afirmant que no havien rebut una sol·licitud formal d'investigació. També es diu que va ser un error de conversió de milles angleses a quilòmetres. Si és així, el fracàs d'aquesta missió es va deure a un error humà realment lamentable.

## La nau
La nau tenia forma de caixa, construïda d'alumini de niu d'abella. La nau mesura 2,1 metres d'alçada i 1,6 metres de llarg. La nau té doble mòdul, un equipament i un altre de propulsió. El mòdul d'equipament s'instal·la a la part superior i conté els equips electrònics. A la part exterior s'hi instal·len els experiments, l'antena UHF, la caixa de la bateria, i les càmeres d'estrelles. El mòdul de propulsió s'instal·la a la part inferior i conté els sistemes de propulsió, amb motors i tancs de combustible. A més a més, s'instal·la també una antena parabòlica d'alt guany d'1,3 metres de diàmetre, i els panells solars amb una superfície d'11 metres, instal·lada a la part exterior de la nau. A l'hora del llançament, la nau pesava 629 kg, 338 kg dels quals són de propel·lent, i la nau només pesava 338 kg.
Per obtenir electricitat, es van utilitzar tres panells solars, cadascun amb 5,5 metres de llarg, i junts feien 11 metres, amb cèl·lules d'arsenur de gal·li, i podien generar 1000 W a la Terra i 500 W a Mart. L'electricitat estava acumulada en una bateria de NiH2 per al seu ús en la foscor i càrregues de màxima potència.
La propulsió feia servir un motor principal de 640 N, 4 motors de 22,4 N i 5 de 0,9 N per a l'actitud. El dipòsit de propel·lent era hidrazina (N₂H₄) i tetraòxid de dinitrogen (N₂0₄) amb una massa de 338 kg. El control de la temperatura es va aconseguir de forma passiva mitjançant l'ús de persianes per controlar la temperatura interna, revestiments Kapton tèrmics, multi-mantes aïllants, pintura, i radiadors. La nau aquesta estabilitzada en tres eixos d'1,5 mrad per 1 si 3 mrad per 3 s.
El control d'actitud es va determinar utilitzant dues càmeres d'estrelles amb un catàleg d'estrelles, sensors de Sol, rodes de reacció i una unitat de mesura inercial. Les telecomunicacions es feien en banda X, usant un transposador Cassini, un amplificador d'estat sòlid de 15W. Els components d'aquest sistema usava una antena parabòlica d'alt guany d'1,3 metres de diàmetre, una antena de mitjà guany per transmetre i una altra de baix guany per la recepció. Un antena UHF de 10 W s'utilitza per a les comunicacions amb el Mars Polar Lander en doble via. El control de la nau es feia mitjançant l'ús d'un processador RAD6000 de 32 bits, utilitzant més targetes electròniques (C&DH), també s'usa un programari de vol amb nombroses aplicacions, i soluciona, comprimeix, etc. La memòria interna de la nau és de 128MB per a emmagatzematge de dades.